# Trichoridia fulminea
Trichoridia fulminea là một loài bướm đêm trong họ Noctuidae.